# Анто
Анто је хрватско мушко име, изведено од имена Антон, потиче из латинског језика и значи „цвет“. У Србији је ово име изведено од имена Антоније. На енглеском говорном подручју, ово је варијанта имена Anthony.

## Имендани
У Естонији се имендан слави 17. јануара.

## Популарност
У Хрватској је ово име било врло популарно током двадесетог века, али му је последњих година популарност опала. Најчешће је у Загребу, Славонском Броду и Ријеци. У Словенији је 2007. било на 329. месту по популарности.